# 츄하이

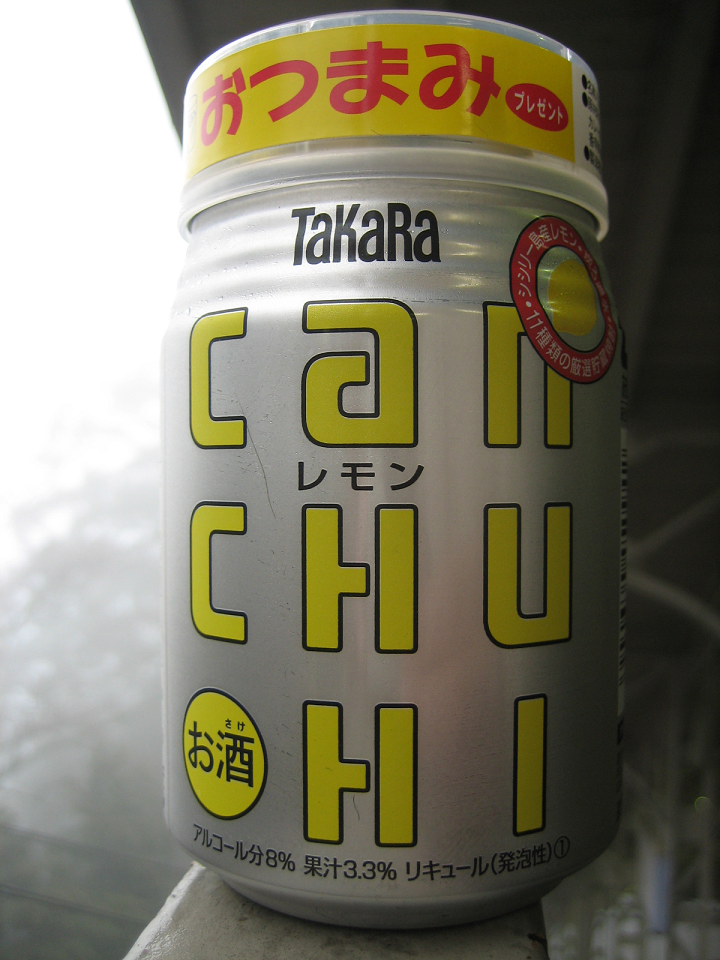
레몬 츄하이 캔

츄하이(チュ-ハイ 주하이[*])는 소주에 약간의 탄산과 과즙을 넣은 일본의 주류 음료를 말한다. 원래는 '소주'와 '하이볼'의 합성어인 '소츄하이보루' (焼酎ハイボール)의 약어로 쓰였으며 갑종소주에 일반 탄산수를 탄 것을 의미했다. 그러나 소주 베이스가 아니거나 탄산수를 타지 않은 츄하이도 있기에, 최근에는 그에 한정하지 않고 보다 광범위하게 쓰인다.
원래는 이자카야의 메뉴였지만 현재는 캔 음료로 많이 출시되어 가정에서도 즐길 수 있게 되었으며, 탄산소주의 원조로 한국에도 널리 수입되고 있다.

## 역사
일본에서는 제2차 세계 대전이 발발하기 전부터 소주에 매실이나 포도맛 시럽을 추가하는 시도가 이뤄져 왔다. 여기에 탄산수를 더하는 것은 1950년대 말 도쿄의 산야(山谷) 지구 등 변두리를 중심으로 확산된 것으로 알려져 있다.
지금의 츄하이가 정착된 것은 1970년대 일본 경제가 안정기에 접어들면서 이자카야 체인점이 눈에 띄게 확산된 탓이다. 이 때 '츄하이'라는 이름도 자리를 잡았다. 이자카야 체인점이 일본 전국에 퍼져나가면서 단골메뉴인 츄하이 역시 전국적인 인지도를 단번에 얻게 되었다.
1977년, 다카라 주조에서 출시한 갑종소주 '순'(純)은 도시적이고 세련된 병 디자인으로 '소주는 육체노동자나 한잔하는 술'이라는 부정적인 이미지를 불식하였고, 이듬해 1978년 산토리에서 출시한 '산토리 보드카 수빙' (マイルドウォッカ樹氷)은 실제로는 소주지만 마치 보드카처럼 외국 술이라는 착각을 일으키게 하여, 젊은층을 중심으로 일본 내에서 소주 붐이 일기도 했다.
1980년, 하쿠스이샤에서 풍미를 살린 탄산수 '하이사와 레몬'을 출시해, 여성이나 청소년들도 사워를 쉽게 즐길 수 있는 환경이 조성됐다. 1983년에는 아사히 맥주의 츄하이 병 제품 '하이릿키', 캔 츄하이의 시초인 산토리의 '타코하이'가 출시되었고 이듬해인 1984년에는 다카라 주조의 '다카라 캔 츄하이'와 아사히맥주의 '하이리키' 등이 뒤를 이었다.
대한민국에서는 호로요이를 비롯한 일본산 캔 제품이 주로 수입되고 있으며, 2015년 서울생주조에서 츄하이 제품을 출시한 바 있다.

## 같이 보기
- 탄산소주
- 순하리